# Déclaration de Versailles
La déclaration de Versailles est un document publié le 11 mars 2022 par les dirigeants de l'Union européenne (UE) en réponse à l'invasion de l'Ukraine par la Russie de 2022 qui avait commencé deux semaines plus tôt,,,. Le document réaffirme le soutien de l'UE à l'Ukraine et décrit les plans de l'union pour « renforcer les capacités de défense, réduire les dépendances énergétiques et construire une base économique plus solide,, ».